# Jutta von Luxemburg

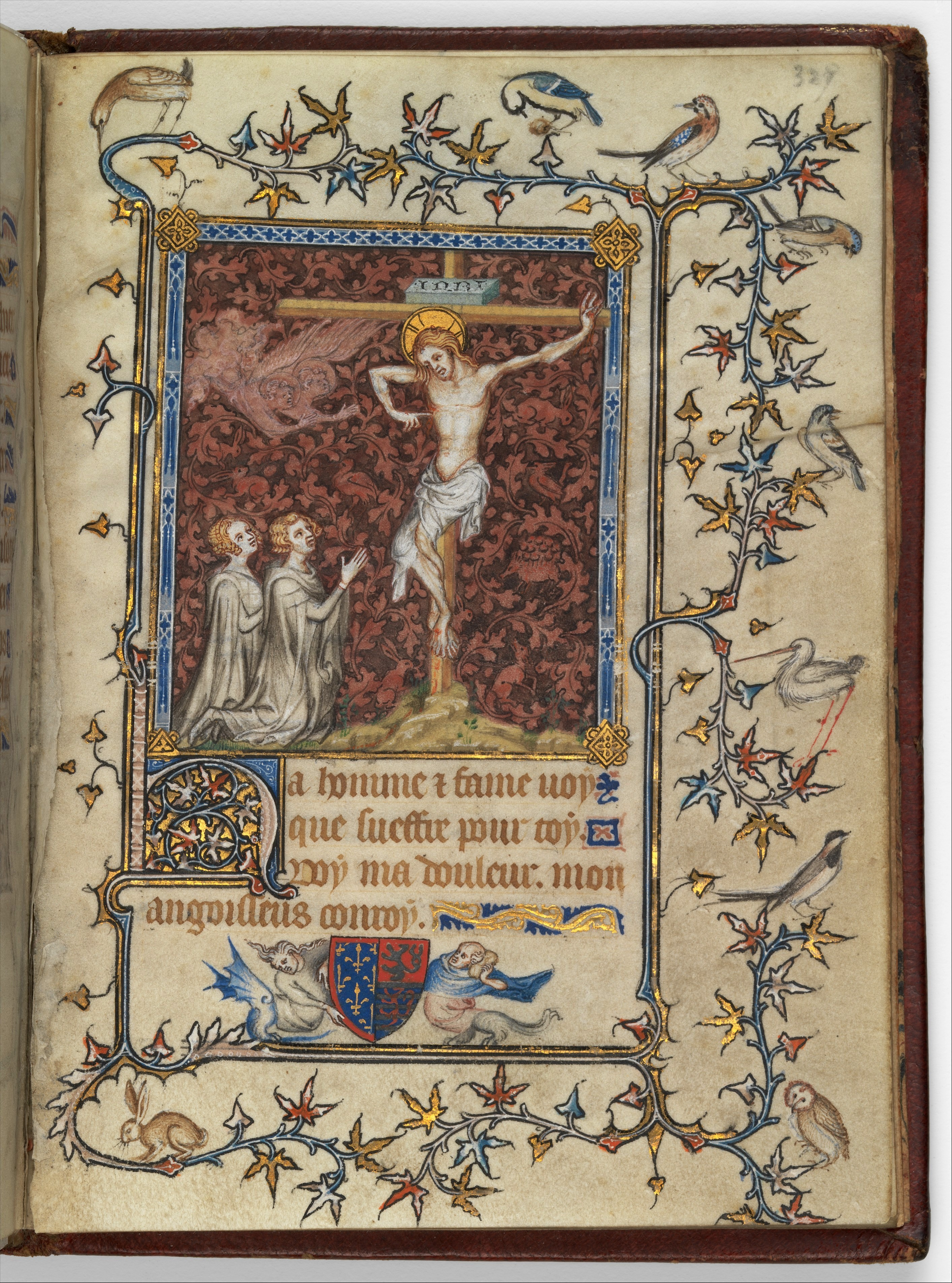
Miniatur eines Psalters der Jutta von Luxemburg 1348/49 von Jean Le Noir, Metropolitan Museum of Art, New York

Jutta von Luxemburg  [Luxemburg: Jutta vu Lëtzebuerg oder Guta vu Lëtzebuerg] (* 20. Mai 1315; † 11. September 1349 in Maubuisson, Frankreich) war die zweitälteste Tochter des böhmischen Königs Johann von Luxemburg und seiner ersten Ehefrau Eliska Premyslovna. Sie war die ältere Schwester von Kaiser Karl IV. In der französischen Geschichtsschreibung figuriert sie unter dem Namen Bonne de Luxembourg.

## Kindheit
Jutta war mehrere Male Objekt von Eheprojekten, die ihr Vater Johann im Sinne seiner dynastischen Interessen entwickelte. Schon als Sechsjährige wurde sie (wie damals bei Fürstentöchtern nicht unüblich) erstmals verlobt und kam 1321 zu ihrem Gatten in spe, dem Wettiner Friedrich dem Ernsthaften (1310–1349), dem späteren Markgrafen von Meißen, auf die Wartburg. 1323 wurde sie ihrem Vater zurückgeschickt, weil die Wettiner sich der Partei Ludwigs des Bayern angeschlossen hatten und Friedrich nun dessen Tochter Mathilde heiraten sollte, was 1328 geschah.
Hiernach wurde Jutta dem späteren Grafen Heinrich IV. von Bar versprochen, aber auch dieses Projekt scheiterte, weil Heinrichs Vater Eduard I. beziehungsweise seit 1336 er selbst und Juttas Vater Johann erst 1343 ihre Interessen ausgleichen konnten.
Dafür endeten Verhandlungen mit dem seit 1328 in Frankreich regierenden König Philipp VI. aus dem Haus Valois erfolgreich. Hierbei wurde sogar eine doppelte Eheschließung vereinbart: Johanns Sohn Karl (der spätere Kaiser) wurde mit Philipps Enkelin Blanche von Valois verlobt und Tochter Jutta mit dem französischen Thronfolger Johann von Valois, dem späteren französischen König Johann II. dem Guten (franz. Jean le Bon, 1319–1364).

## Kronprinzessin von Frankreich
Am 2. Januar 1332 traf Johann von Luxemburg mit Jutta in Paris ein. Am 6. August 1332 fand in Melun die Trauung der mittlerweile 17-jährigen Jutta und des 13-jährigen Johann statt. Dieser war am 17. Februar 1332 für volljährig erklärt worden und hatte die Titel eines Herzogs von Normandie und eines Grafen von Anjou und Maine erhalten. Jutta französisierte ihren Vornamen zu Bonne.
Aufgrund ihrer Schönheit, ihrer Bildung und ihres Charmes gewann sie schnell Einfluss am französischen Hof. Gegner bezichtigten sie allerdings des Ehebruchs. Der eifersüchtige Johann zweifelte sogar die Vaterschaft seines ältesten Sohnes Karl an und ließ den angeblichen Liebhaber seiner Frau – Raoul II. de Brienne, Graf von Eu – im November 1350 köpfen.

## Tod
Am 11. September 1349 wurde Jutta Opfer der Pest. Sie war nicht mehr Königin von Frankreich geworden, denn ihr Gatte kam erst am 22. August 1350 auf den Thron, nach dem Tod seines Vaters Philipp VI.
Schon kurz nach Juttas Tod kamen Gerüchte auf, Johann habe sie vergiften lassen. Falls dies stimmt, lässt sich nicht mehr klären, ob er aus persönlichen Motiven, z. B. Eifersucht, oder aber aus politischen Gründen handelte.
Nach der Niederlage des französischen Heeres gegen die englischen Truppen in der Schlacht von Crécy 1346, dem Tod der Blanche von Valois 1348 und der danach erfolgten Annäherung zwischen dem englischen König Eduard III. und dem neuen deutschen König Karl IV. gab es 1349 keine politische Basis für ein französisch-luxemburgisches Bündnis mehr. Beim Tod Herzogs Odo IV. von Burgund (1349) ergaben sich dagegen neue, günstigere Möglichkeiten für die französische Krone in dieser Richtung. Am 9. Februar 1350 heiratete König Johann Johanna von Boulogne-Auvergne, die Witwe von Odos früh verstorbenem Sohn Philipp, und wurde damit Stiefvater und Vormund Philipps von Rouvre (1344–1361), des letzten Herzogs von Burgund aus dem Geschlecht der Kapetinger. Nach dessen frühem Tod fiel Burgund an die französische Krone und wurde von Johann als Apanage an seinen jüngsten Sohn Philipp vergeben, den späteren Philipp den Kühnen.

## Kinder
Jutta und Johann hatten ab 1336 in zwölf Jahren elf Kinder, von denen sieben das Erwachsenenalter erreichten:
- Karl V. der Weise (franz. Charles le Sage, 1338–1380), König von Frankreich ab 1364;
- Ludwig von Anjou (1339–1384), Graf bzw. Herzog von Anjou ab 1350 bzw. 1360, ab 1382 Titularkönig von Neapel als durch Königin Johanna I. von Neapel eingesetzter Erbe;
- Johann von Berry (1340–1416), Herzog von Berry und von Auvergne ab 1360;
- Philipp der Kühne (1342–1404), Herzog von Burgund ab 1364 und Begründer der Dynastie der Burgunderherzöge aus dem Hause Valois, die 1477 beim Tod seines Urenkels Karls des Kühnen erlosch;
- Johanna von Valois (1343–1373), Gemahlin von Karl dem Bösen (franz. Charles le Mauvais), König von Navarra;
- Maria (1344–1404), Gemahlin von Robert I. Herzog von Bar;
- Isabella (1348–1372), Gemahlin von Gian Galeazzo Visconti, Herzog von Mailand, und Mutter von Valentina Visconti (1366/1368–1408), die mit Herzog Ludwig von Orléans, dem jüngeren Sohn ihres Onkels Karl V. verheiratet wurde.

## Bibliografie
- Jörg K. Hoensch: Die Luxemburger – Eine spätmittelalterliche Dynastie gesamteuropäischer Bedeutung 1308–1437. Verlag W. Kohlhammer, Stuttgart 2000, ISBN 3-17-015159-2.
- Ferdinand Seibt: Karl IV. – Ein Kaiser in Europa 1346–1378. 5. Auflage. Deutscher Taschenbuch Verlag, München 1994, ISBN 3-423-04641-4.
- Heinz Thomas: Johann II. In: Joachim Ehlers, Heribert Müller, Bernd Schneidmüller: Die französischen Könige des Mittelalters 888–1498. Verlag C.H. Beck, München 1996, ISBN 3-406-40446-4.
- Joseph Calmette: Die großen Herzöge von Burgund. Eugen Diederichs Verlag, München 1996, ISBN 3-424-01312-9.

| Personendaten    | Personendaten                               |
| ---------------- | ------------------------------------------- |
| NAME             | Jutta von Luxemburg                         |
| ALTERNATIVNAMEN  | Bonne de Luxembourg; Guta von Luxemburg     |
| KURZBESCHREIBUNG | Ehefrau des französischen Königs Johann II. |
| GEBURTSDATUM     | 20. Mai 1315                                |
| STERBEDATUM      | 11. September 1349                          |
| STERBEORT        | Maubuisson                                  |